# Forough Farrokhzad

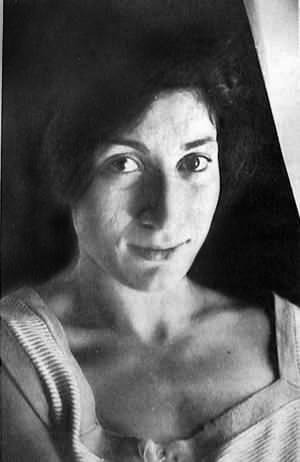
Forugh Farrokhzad

Forough Farrokhzad (persiska: فروغ فرخزاد), född 5 januari 1935 i Teheran, död 13 februari 1967 i Teheran, var en iransk poet och filmregissör.

## Biografi
Forough Farrokhzad var dotter till militärofficeren Mohammad Bagher Farrokhzad och hans hustru Touran Vaziri-Tabar. Släkten Farrokhzad kommer från staden Tafresh. 
Hon var den tredje i en syskonskara på nio och äldre syster till den kända sångaren Fereydoun Farrokhzad. Hon gifte sig som ung med satirikern Parviz Shapour men paret skilde sig inom två år, 1954.
Farrokhzad dog i en trafikolycka tretton år senare, 32 år gammal.

## Karriär
Farrokhzad slog igenom som poet 1964 med samlingen En annan födelse  (Tavallod-i digar) och är känd för sin kamp för den iranska kvinnans frigörelse. Hennes dikter kretsar även kring erotiska teman och rymmer starka element av naturmystik.
Hon anses vara en av de främsta företrädarna för modernistisk persisk poesi. Hon är inte längre särskilt omtalad inom persisk poesi utan ses som representant för en tidig litterär modernism.
Hennes älskare, den gifte filmmakaren och författaren Ebrahim Golestan, lär ha betytt mycket för hennes kreativa arbete inom film.

## Svenska översättningar
- Bo Utas (2011). Den persiska litteraturen. Översättningar. Stockholm: Molin & Sorgenfrei. ISBN 9789113101231 (med flera dikter i svensk översättning)
- Karin - Forough : en själ, två språk / [Karin Boye, Furūgh Farrukhzād] ; [övers. : Janne Carlsson, Said Moghadam]. Spånga: Baran. 1997. Libris 7770348. ISBN 9188296830 - Även med dikter av Karin Boye. Tvåspråkig utgåva.
- Mitt hjärta sörjer gården : modern persisk poesi / översättning: Namdar Nasser, Anja Malmberg och Lisa Fernold ([Pocketutg.]). Göteborg: Lindelöw. 2011. Libris 12059637. ISBN 9789185379415 - Urval från de persiska samlingarna: En annan födelse (1963) och Låt oss tro på begynnelsen av den kalla årstiden (1974). Förord av Bo Utas.
- Bakom fönstret skälver natten / översättning: Namdar Nasser. Stockholm: Modernista. 2021. Libris 2g12020c085spl5z. ISBN 9789178933723 - Urval från den persiska samlingen: Ur en annan födelse (1964).